# Hearts Don't Lie
"Hearts Don't Lie" je píseň australské popové zpěvačky-skladatelky Gabriella Cilmi. Píseň pochází z jejího druhého alba Ten. Produkce se ujal producent Xenomania.

## Hitparáda
| Žebříček  | Příčka |
| --------- | ------ |
| Anglie    | 134    |
| Itálie    | 52     |
| Austrálie | 51     |
| Slovensko | 46     |